# Стара варошка кућа Прибојчића
Стара варошка кућа Прибојчића је грађевина која је саграђена око 1880. године. С обзиром да представља значајну историјску грађевину, проглашена је непокретним културним добром Републике Србије. Налази се у Врању, под заштитом је Завода за заштиту споменика културе Ниш.

## Историја
Стара варошка кућа Прибојчића је саграђена око 1880. године. Грађена је као слободан објекат који се својом северном фасадом ослања непосредно на улицу, а својом јужном са доксатом и стамбеним просторијама оријентисан непосредно према дворишту у правцу југа. Састоји се из подрума зиданог у камену са тремом испод доксата са кога се десно улази у подрум. Једним улазом у приземљу пролазећи кроз кухињу у којој се налази сачувано старо огњиште се улази у ниску собу у којој је некада спавало више укућана. Из трема се дрвеним степеницама пење на спрат одакле се улази на мало издигнут доксат са оградом који на фасади према дворишту заузима средишње место. На горњем спрату су још четири собе груписане симетрично у односу на предсобље. У централни регистар је уписана 11. фебруара 1990. под бројем СК 864, а у регистар Завода за заштиту споменика културе Ниш 8. јануара 1990. под бројем СК 246.